# Idioma tepehuano
Idioma tepehuano o tepehuán es la designación genérica para dos distintas agrupaciones lingüísticas denominadas tepehuano del norte y tepehuano del sur. Si bien Ethnologue distingue tres variantes al interior tepehuano: el tepehuano del norte [ISO 639-3 ntp] y el tepehuano del sur, este último a su vez dividido en tepehuano del sureste [ISO 639-3 stp] y tepehuano del suroeste [ISO 639-3 tla], el Catálogo de Lenguas Indígenas contempla tres variantes lingüísticas al interior del tepehuano del sur: tepehuano del sur alto, tepehuano del sur bajo y tepehuano del sur central. Las lenguas tepehuanas no deben ser confundidas con el tepehua, una lengua de la familia lingüística totonacana.
La denominación tepehuano aparece a finales del siglo XVI y principios del siglo XVII en las crónicas de conquista españolas y proviene del náhuatl tépetl 'cerrro' y la partícula de posesión hua, por lo que se ha señalado un significado cercano a 'gente del cerro'

## Clasificación
Las lenguas tepehuanas pertenecen a la rama tepimana de las lenguas uto-aztecas. Dicha rama tepimana se reconocen dos subdivisiones: lenguas pimánicas, que integran a las variedades de pima alto y pima bajo, y lenguas tepehuanas. Al respecto de estas últimas, se distinguen las agrupaciones tepehuano del norte y tepehuano del sur:

### Tepehuano del norte
Los hablantes de tepehuano del norte [ISO 639-3 ntp], de autodenominación ódami, ascienden a un aproximado de 6 200 personas que habitan el municipio de Guadalupe y Calvo, ubicado al sur del estado de Chihuahua y que colinda con los estados de Durango y Sinaloa.
Este idioma sí tiene traducción del Nuevo Testamento la cual se hizo desde el año 1981.
(https://scriptureearth.org/00e-Escrituras_Indice.php?sortby=lang&ISO_ROD_index=125#)

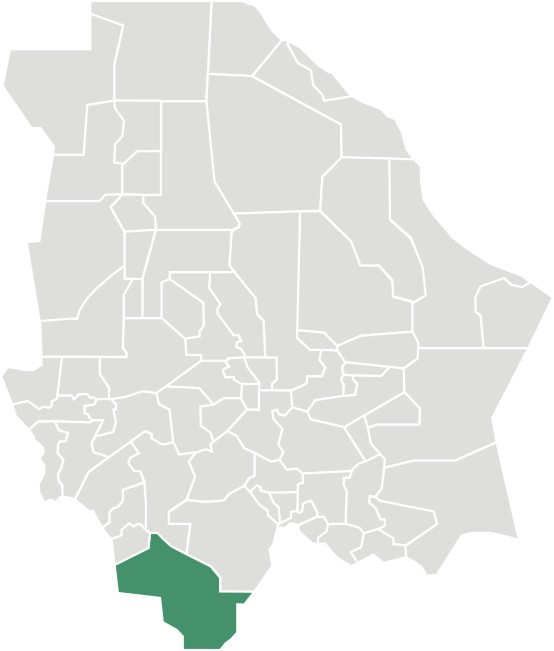
Municipio de Guadalupe y Calvo, Chihuahua, México

También se habla en lo que ahora es Chochomilco y Guanajuato,Arizona y España.

### Tepehuano del sur
El tepehuano del sur ha sido dividido en dos variedades lingüísticas, entre las cuales se ha reportado un alto grado de inteligibilidad:
- El tepehuano del sureste [ISO 639-3 stp], de autodenominación o'dam, cuyos hablantes habitan en el municipio del Mezquital, particularmente en las comunidades de San Francisco de Ocotán y Santiago Teneraca. El tepehuano del sur coexiste con el náhuatl mexicanero y existe cierto número de matrimonios mixtos entre los dos grupos, por lo que existe hablantes trilingües en mexicanero, tepehúan y español.

Este idioma sí tiene traducción del Nuevo Testamento la cual se hizo desde el año 2007.
(https://www.scriptureearth.org/00e-Escrituras_Indice.php?sortby=lang&idx=159)
- El tepehuano del suroeste [ISO 639-3 tla], de autodenominación au'dam, cuyos hablantes habitan en el estado de Durango, particularmente en las comunidades de Santa María Magdalena Taxicaringa, en el municipio del Mezquital, y en San Bernardino Milipillas Chico y San Francisco de Lajas, circunscritas al municipio de Pueblo Nuevo. En el estado de Nayarit, los hablantes de au'dam habitan en el municipio de Huajicori.

Municipio de Pueblo Nuevo, Durango, México

Municipio de Mezquital, Durango, México

En el XII Censo General de Población y Vivienda 2000 se contabilizaron 17 051 hablantes de tepehuano del sur, de los cuales 14 138 se distribuían en Mezquital y 1 639 en Pueblo Nuevo. Asimismo, 1 422 hablantes se ubicaron en Huajicori y 358 en el estado de Zacatecas. De acuerdo con el Catálogo de Lenguas Indígenas, también existe registro de hablantes au'dam en Acaponeta, Nayarit y en Escuinapa, Sinaloa.

## Uso en los medios de comunicación
El uso del tepehuano en los medios de comunicación de da por parte de las estaciones de radio del Comisión Nacional para el Desarrollo de los Pueblos Indígenas, XEJMN-AM, en Jesús María, Nayarit y XETAR-AM, con instalaciones en Guachochi, Chihuahua.

## Descripción gramatical
En 2005 el lingüista Thomas L. Willett de SIL International publicó una gramática del tepehuano del sur, siendo la primera en su tipo para esta lengua. Previamente en 1991 había publicado una versión menos extensa. Recientemente también han aparecido otros trabajos sobre la lengua escritos por autores tepehuanos: Costumbres y tradiciones tepehuanas y Diccionario Tepehuán-Español y Español-Tepehuán ambos publicados en 2009 por la Asociación Mexicana de Escritores Indígenas A.C. e Indesol.

### Fonología
El inventario consonántico del tepehuano del sureste:
|                 | Labial | Alveolar | Palatal | Velar | Glotal |
| --------------- | ------ | -------- | ------- | ----- | ------ |
| oclusiva sorda  | p      | t        | t       | k     | ʔ      |
| oclusiva sonora | b      | d        | d       | g     |        |
| fricativa       | v      | s        | s       |       | h      |
| nasal           | m      | n        | n       |       |        |
| líquida         |        | ř        | ř       |       |        |
| aproximante     |        |          | y       |       |        |

Los fonemas /t, d, s, n, ř/ tienen como alófono más usual [t, d, s, n, ř] aunque en el entorno de /i/ (o en contacto con una consonante palatalizada) tienen un alófono palatal [ʧ, ʤ, ʃ, ɲ, g͡lʲ]. Esto da lugar a alternancias complicadas como estas:
| Fonología                 | Fonética                  | GLOSA                                           |
| ------------------------- | ------------------------- | ----------------------------------------------- |
| / daaka-n / / hin-daaka / | [ ˈdaːkaʔn ] [ hiɲˈʤaːk ] | 'su nariz' 'mi nariz'                           |
| / toona-n / / hin-toona / | [ ˈtoːnaʔn ] [ hiɲˈʧoːn ] | 'su pierna/pie' 'mi pierna/pie'                 |
| / novi-n / / hin-novi /   | [ noˈviʔɲ ] [ hiɲˈɲoːf ]  | 'su brazo/mano' 'mi brazo/mano'                 |
| / hum-soiʔ / / hin-soiʔ / | [ humˈsoiʔ ] [ hiɲˈʃoiʔ ] | 'tu animal [doméstico]' 'mi animal [doméstico]' |

En cuanto a las vocales se tienen cinco vocales: cerrada anterior /i/, cerradas posteriores /u, ɯ/, medias posteriores /o, ʌ/, abierta /a/.
El inventario consonántico del tepehuano del norte es similar al del tepehuano del sur aunque tiene algunos elementos más que el tepehuano del sur:
|                 | Labial | Alveolar | Palatal | Velar | Glotal |
| --------------- | ------ | -------- | ------- | ----- | ------ |
| oclusiva sorda  | p      | t        | ty      | k     | ʔ      |
| oclusiva sonora | b      | d        | dy      | g     |        |
| africada        |        |          | č       |       |        |
| fricativa       | v      | s        | š       | x     |        |
| nasal           | m      | n        | ñ       |       |        |
| líquida         |        | l, r     |         |       |        |
| aproximante     |        |          | y       |       |        |

Al igual que sucede en tepehuano del sur los fonemas /t, d, s, n/ poseen alófonos palatales en el entorno de /i/ y en ese entorno no existe oposición fonémica con los fonemas palatales /ty, dy, š, ñ/.
El sistema vocálico consta de 5 vocales: /i, i, u, o, a/.

### Sintaxis
El tepehuano del norte y las lenguas tepehuanas del sur se diferencian en el ámbito sintáctico por el orden básico de sus constituyentes. Las lenguas o'dam y au'dam se caracterizan por la presencia de verbo inicial (VOS),esto aunque la lengua permite órdenes diversos bajo condiciones específicas como la focalización o topicalización. En contraparte, el ódami exhibe un orden básico de constituyentes SVO. 
Las lenguas tepehuanas han sido descritas como lenguas nominativo – acusativas sin marcación de caso nominal, de modo que las relaciones gramaticales se codifican a través del sistema pronominal. Asimismo, se trata de lenguas de marcación en el núcleo, de objeto primario y con tendencia aglutinante.

### Enlaces exteriores
- Diccionario de lengua Tepehuana

Nuevo testamento tepehuano de chihuahua.

- Datos: Q33940